# Liste der Bodendenkmäler in Neuendettelsau
Auf dieser Seite sind die Bodendenkmäler in der mittelfränkischen Gemeinde Neuendettelsau zusammengestellt. Diese Tabelle ist eine Teilliste der Liste der Bodendenkmäler in Bayern. Grundlage ist die Bayerische Denkmalliste, die auf Basis des Bayerischen Denkmalschutzgesetzes vom 1. Oktober 1973 erstmals erstellt wurde und seither durch das Bayerische Landesamt für Denkmalpflege geführt wird. Die folgenden Angaben ersetzen nicht die rechtsverbindliche Auskunft der Denkmalschutzbehörde.

## Bodendenkmäler der Gemeinde

### Gemarkung Aich
| Lage            | Objekt                                                                       | Akten-Nr.     | Bild |
| --------------- | ---------------------------------------------------------------------------- | ------------- | ---- |
| Aich (Standort) | Freilandstation des Mesolithikums.                                           | D-5-6630-0006 |      |
| Aich (Standort) | Siedlung des Neolithikums.                                                   | D-5-6630-0007 |      |
| Aich (Standort) | Siedlung des Neolithikums.                                                   | D-5-6630-0008 |      |
| Aich (Standort) | Freilandstation des Mesolithikums, Siedlung des Neolithikums.                | D-5-6630-0010 |      |
| Aich (Standort) | Freilandstation des Mesolithikums, Siedlung vorgeschichtlicher Zeitstellung. | D-5-6630-0011 |      |
| Aich (Standort) | Siedlung vorgeschichtlicher Zeitstellung.                                    | D-5-6630-0013 |      |
| Aich (Standort) | Siedlung der Steinzeiten.                                                    | D-5-6630-0015 |      |
| Aich (Standort) | Siedlung der Steinzeiten.                                                    | D-5-6630-0017 |      |
| Aich (Standort) | Siedlung des Neolithikums, der Metallzeiten sowie der römischen Kaiserzeit.  | D-5-6630-0018 |      |
| Aich (Standort) | Siedlung des Neolithikums.                                                   | D-5-6630-0021 |      |
| Aich (Standort) | Siedlung der Steinzeiten.                                                    | D-5-6630-0084 |      |

### Gemarkung Bechhofen
| Lage                                  | Objekt                                                                       | Akten-Nr.     | Bild |
| ------------------------------------- | ---------------------------------------------------------------------------- | ------------- | ---- |
| Bechhofen b.Neuendettelsau (Standort) | Freilandstation des Mesolithikums, Siedlung der Eisenzeit.                   | D-5-6730-0015 |      |
| Bechhofen b.Neuendettelsau (Standort) | Siedlung vorgeschichtlicher Zeitstellung.                                    | D-5-6730-0021 |      |
| Bechhofen b.Neuendettelsau (Standort) | Siedlung vorgeschichtlicher Zeitstellung.                                    | D-5-6730-0022 |      |
| Bechhofen b.Neuendettelsau (Standort) | Siedlung des Neolithikums.                                                   | D-5-6730-0023 |      |
| Bechhofen b.Neuendettelsau (Standort) | Siedlung vorgeschichtlicher Zeitstellung.                                    | D-5-6730-0025 |      |
| Bechhofen b.Neuendettelsau (Standort) | Siedlung vorgeschichtlicher Zeitstellung.                                    | D-5-6730-0026 |      |
| Bechhofen b.Neuendettelsau (Standort) | Siedlung des Neolithikums.                                                   | D-5-6730-0028 |      |
| Bechhofen b.Neuendettelsau (Standort) | Siedlung vorgeschichtlicher Zeitstellung.                                    | D-5-6730-0030 |      |
| Bechhofen b.Neuendettelsau (Standort) | Siedlung vorgeschichtlicher Zeitstellung.                                    | D-5-6730-0033 |      |
| Bechhofen b.Neuendettelsau (Standort) | Freilandstation des Mesolithikums, Siedlung der Urnenfelder- und Latènezeit. | D-5-6730-0043 |      |

### Gemarkung Haag
| Lage                  | Objekt | Akten-Nr.     | Bild |
| --------------------- | --- | ------------- | ---- |
| Haag (Standort)       | Siedlung vor- und frühgeschichtlicher Zeitstellung. | D-5-6630-0022 |      |
| Haag Reuth (Standort) | Mittelalterliche und frühneuzeitliche Befunde im Bereich der Evangelisch-Lutherischen Filialkirche St. Kunigunde, Friedhof des Mittelalters und der frühen Neuzeit. Siehe auch: St. Kunigund (Reuth) | D-5-6730-0197 |      |

### Gemarkung Neuendettelsau
| Lage                                       | Objekt | Akten-Nr.     | Bild |
| ------------------------------------------ | --- | ------------- | ---- |
| Neuendettelsau Hauptstraße 30 (Standort)   | Mittelalterliche und frühneuzeitliche Befunde im Bereich des Schlosses Neuendettelsau. Siehe auch: Schloss Neuendettelsau                                         | D-5-6730-0001 |      |
| Neuendettelsau (Standort)                  | Freilandstation des Mesolithikums, Siedlung vorgeschichtlicher Zeitstellung.                                                                                      | D-5-6730-0003 |      |
| Neuendettelsau (Standort)                  | Siedlung der Steinzeiten. | D-5-6730-0004 |      |
| Neuendettelsau (Standort)                  | Siedlung vorgeschichtlicher Zeitstellung. | D-5-6730-0006 |      |
| Neuendettelsau (Standort)                  | Freilandstation des Mesolithikums, Siedlung des Neolithikums und vorgeschichtlicher Zeitstellung.                                                                 | D-5-6730-0007 |      |
| Neuendettelsau (Standort)                  | Freilandstation des Mesolithikums. | D-5-6730-0008 |      |
| Neuendettelsau (Standort)                  | Siedlung vorgeschichtlicher Zeitstellung. | D-5-6730-0010 |      |
| Neuendettelsau (Standort)                  | Freilandstation des Mesolithikums, Siedlung vorgeschichtlicher Zeitstellung.                                                                                      | D-5-6730-0011 |      |
| Neuendettelsau (Standort)                  | Siedlung vorgeschichtlicher Zeitstellung. | D-5-6730-0013 |      |
| Neuendettelsau (Standort)                  | Siedlung vorgeschichtlicher Zeitstellung. | D-5-6730-0029 |      |
| Neuendettelsau (Standort)                  | Archäologische Befunde des Mittelalters und der frühen Neuzeit im Bereich des mit einem Graben ehemalige befestigten Dorfes Neuendettelsau.                       | D-5-6730-0192 |      |
| Neuendettelsau Hauptstraße 21⁄2 (Standort) | Mittelalterliche und frühneuzeitliche Befunde im Bereich der Evangelisch-Lutherischen Pfarrkirche St. Nikolaus von Myra. Siehe auch: St. Nikolai (Neuendettelsau) | D-5-6730-0193 |      |

### Gemarkung Wernsbach
| Lage                    | Objekt | Akten-Nr.     | Bild |
| ----------------------- | --- | ------------- | ---- |
| Wernsbach (Standort)    | Siedlung vorgeschichtlicher Zeitstellung. | D-5-6730-0036 |      |
| Wernsbach (Standort)    | Freilandstation des Mesolithikums. | D-5-6730-0037 |      |
| Wernsbach (Standort)    | Freilandstation des Mesolithikums und Siedlung vorgeschichtlicher Zeitstellung. | D-5-6730-0038 |      |
| Wernsbach (Standort)    | Freilandstation des Mesolithikums sowie Siedlung vorgeschichtlicher Zeitstellung. | D-5-6730-0039 |      |
| Wernsbach (Standort)    | Freilandstation des Mesolithikums. | D-5-6730-0041 |      |
| Wernsbach 20 (Standort) | Mittelalterliche und frühneuzeitliche Befunde im Bereich der Evangelisch-Lutherischen Filialkirche St. Laurentius, Friedhof des Mittelalters und der frühen Neuzeit. Siehe auch: St. Laurentius (Wernsbach) | D-5-6730-0199 |      |

### Gemarkung Wollersdorf
| Lage                   | Objekt | Akten-Nr.     | Bild |
| ---------------------- | --- | ------------- | ---- |
| Wollersdorf (Standort) | Grabhügel vorgeschichtlicher Zeitstellung. | D-5-6631-0047 |      |
| Wollersdorf (Standort) | Grabhügelgruppe vorgeschichtlicher Zeitstellung. | D-5-6631-0048 |      |
| Wollersdorf (Standort) | Siedlung des Neolithikums. | D-5-6731-0039 |      |
| Wollersdorf (Standort) | Mittelalterliche und frühneuzeitliche Befunde im Bereich der abgegangenen Kirche St. Stephan in Wollersdorf, Friedhof des Mittelalters und der frühen Neuzeit. Siehe auch: St. Stefan (Wollersdorf) | D-5-6731-0086 |      |